# Gozdno (wieś)
Gozdno (niem. Herrmannswaldau) – wieś w Polsce położona w województwie dolnośląskim, w powiecie złotoryjskim, w gminie Świerzawa, na Pogórzu Kaczawskim (Pogórzu Złotoryjskim).

## Wieża widokowa
W roku 2018 wzniesiono 20-metrową drewnianą wieżę widokową na górze Zawodna na zachód od zabudowań wsi oraz ścieżkę rowerową – singl trak z Dobkowa o długości 14,5 km. Z platformy rozlega się widok na Pogórze i Góry Kaczawskie, Karkonosze oraz Rudawy Janowickie.

## Podział administracyjny
W latach 1975–1998 miejscowość administracyjnie należała do województwa jeleniogórskiego.

## Demografia
Według Narodowego Spisu Powszechnego (III 2011 r.) liczyło 86 mieszkańców. Jest najmniejszą miejscowością gminy Świerzawa.